# 胡士托 (安大略省)
胡士托（英語：Woodstock）是加拿大安大略省西南部一座城市，為牛津縣的行政中心。該市坐落魁北克市-溫莎走廊之上，離多倫多西南面約141公里，離倫敦東北面則約48公里。據2011年加拿大人口普查所示，該市有37,754名居民。

## 歷史
閃高（John Graves Simcoe）於1792年獲任為上加拿大總督後便著手規劃該殖民地内陸地區的發展。他於1793年巡視該帶後，構思在該帶建設一系列城鎮，並以河流水道及一條從安大略湖通往現倫敦市的軍事走廊（即今登打士街）相連。現胡士托市一帶於1798年正式劃為鎮址，而首批居民則於1800年遷居至此，當中主要為來自美國的移民。殖民地政府質疑這些美國移民是否真正效忠英國，因此於1830年代從英國本土引入另一批移民，當中包括退役的皇家海陸軍軍官。胡士托市一帶於1836年約有200名居民，到了1844年人口上升至940人，分160戶。胡士托於1851年1月1日正式設鎮，當時鎮内人口為2112人。
安大略省内人口超越15000人的鎮區自動升格為市，但人口將近9000人的鎮區仍可向省議會申請升格為市。隨著胡士托於20世紀初葉逐漸接近該門檻，鎮議會向省議會申請升格為市，而胡士托亦於1901年7月1日正式更改建制為市。

## 交通

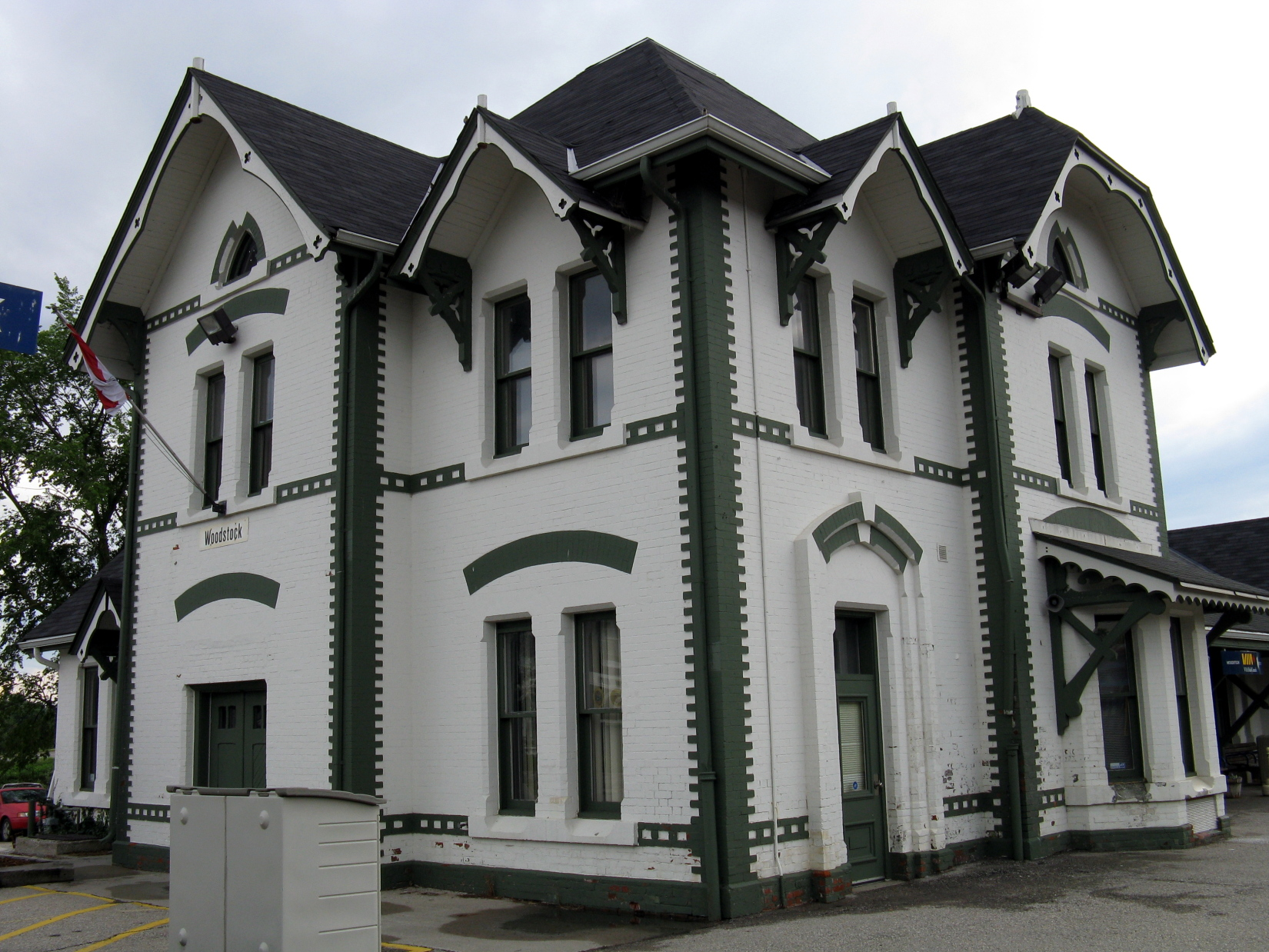
胡士托的維亞鐵路火車站

胡士托市內的公共交通服務由市營的胡士托交通局營運，於工作日和周六提供巴士服務。在鐵路交通方面，維亞鐵路旗下的魁北克市-溫莎走廊城際客運鐵路服務途經胡士托火車站。
胡士托座落401號和403號高速公路的交匯點：前者掠過胡士托市南部，向西通往温莎，東通多倫多以至魁北克省邊界；後者的西端則於胡士托市東南角與401號公路交匯，向東通往咸美頓和密西沙加。此外，前屬省道資格的2號公路（登打士街）和59號公路亦於胡士托交匯；該兩道路下放予牛津縣政府管轄後分別改編為2號和59號縣道。
倫敦國際機場離胡士托西南約40公里，為最接近胡士托而提供定期航班的機場。最接近胡士托的大型機場則是多倫多皮爾遜國際機場，離胡士托東北約128公里。

## 外部連結
- （英文）胡士托市官方網站